# Antonio Jakoliš
 (janvier 2019).
Antonio Jakoliš, né le 28 février 1992 à Varaždin en Croatie, est un footballeur croate évoluant au poste de milieu droit au APOEL Nicosie.

## Biographie

### En club
Antonio Jakoliš évolue en Croatie, en Ukraine, en Belgique, en Roumanie et à Chypre. Il inscrit notamment six buts en première division roumaine lors de la saison 2015-2016, et cinq buts en première division chypriote lors de la saison 2017-2018.
Il participe à la phase de groupe de la Ligue Europa lors de la saison 2016-2017 avec le Steaua Bucarest, puis lors de la saison 2017-2018 avec l'Apollon Limassol.

### En équipe nationale
Avec les moins de 20 ans, il participe à la Coupe du monde des moins de 20 ans en 2011. Lors de cette compétition organisée en Colombie, il joue deux matchs, contre l'Arabie saoudite et le Guatemala, avec pour résultats deux défaites. Il reste sur le banc des remplaçants lors du match perdu contre le Nigeria.

## Palmarès
- Vice-champion de Chypre en 2018 avec l'Apollon Limassol
- Vainqueur de la Coupe de Croatie en 2013 avec l'Hajduk Split
- Vainqueur de la Coupe de Roumanie en 2016 avec le CFR Cluj
- Finaliste de la Coupe de Chypre en 2018 avec l'Apollon Limassol
- Vainqueur de la Supercoupe de Chypre en 2017 avec l'Apollon Limassol
- Finaliste de la Supercoupe de Roumanie en 2016 avec le CFR Cluj